# 羅馬領

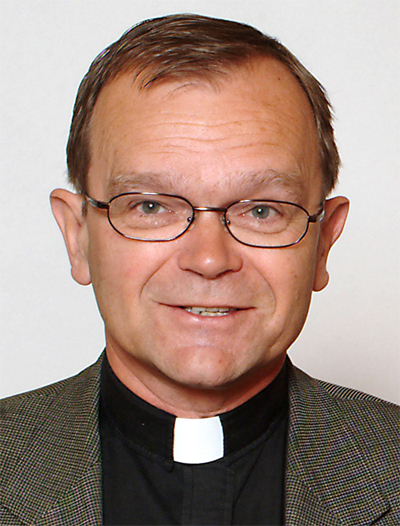
一位信义宗牧师身着可拆卸式罗马领

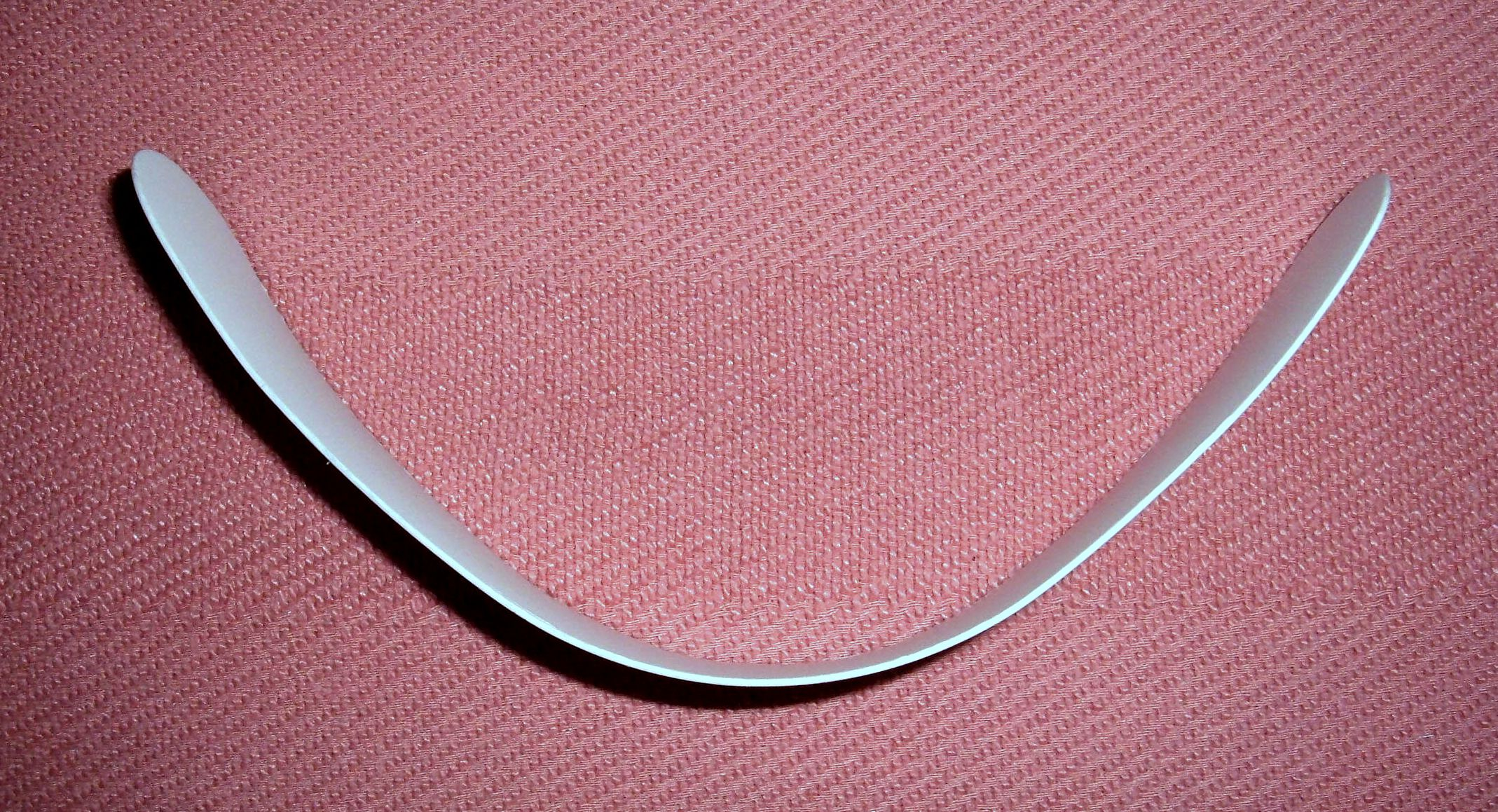
一件塑膠羅馬領

羅馬領是絕大多數西方基督教神職人員/教牧人員衣著的一部分，為襯衣上的一個可拆式衣領，由二個飾鈕——一個在襯衣前和一個在後緊固著。衣領在脖子後面縫合，呈現無縫合線的前線。其中可拆卸領扣在漢語中被稱為“羅馬領”，有时也被稱為“狗項圈”，爲白色的，所以絕大多數的羅馬衫以黑色爲主，發揮修飾白色作用（但天主教與聖公會的主教著羅馬領時一般穿紫色襯衣）。
雖然當代羅馬領常被認與天主教或新教的高教會派聯繫在一起，但羅馬領實際上是新教長老宗背景的蘇格蘭教會牧師唐納德·麥克羅德（Donald Mcleod）發明的，後來推廣到聖公會（尤其是在牛津運動後）、信義宗與天主教中。到1884年，美國天主教會要求所有有鐸品的神職人員都要常佩戴羅馬領。
在一些福音派教會裡可能看不到羅馬領的出現，因為衣領被認為和天主教會聯繫在一起。

## 样式
一種羅馬領插在衣領下方，衣领上的凸出部分上面是封闭的，罗马领只能从前面的“囗”字型大口插入固定，或者如果衣领底下没有缝合的话可以把领子立起来，把罗马领扣上后再翻下来，类似于西装小礼服的领花佩带方法。另一種羅馬領的特点就是衣领上面的口是开口的，而下面是缝合的，也就是说罗马领可以直接从上而下插进衣领，而一般来说，这种款式的罗马衫衣领都会低于罗马领的高度，所以除了正面大大的“囗”字型开口外，衬衫衣领上面的一整圈都会露出一条细长的白色。

## 两种罗马领
传统的罗马领为硬质，但是这种罗马领有一些缺点存在，硬质的罗马领会让神职人员在说话时感到一种压抑感，甚至脖子比较粗大或者喉结发育比较大的司铎会在喝水下咽时喉结被卡在罗马领上导致无法下咽，且罗马领夏天蓄汗，冬天则会变得异常寒凉。所以到了后来就出现了软式罗马领，这种罗马领不会出现上述硬质罗马领的所有特点，惟软式罗马领由于会随着穿戴者身体动作而扭曲，所以相对于硬质罗马领来说，在神圣感上略逊。